# Протопоповка (Арзамаський район)
Протопоповка (рос. Протопоповка) — село в Арзамаському районі Нижньогородської області Російської Федерації.
Населення становить 371 особу. Входить до складу муніципального утворення Кириловська сільрада.

## Історія
Від 2009 року входить до складу муніципального утворення Кириловська сільрада.

## Населення
| 1999 | 2002 | 2010 |
| ---- | ---- | ---- |
| 546  | ↘487 | ↘371 |